# Список птиц Йемена
Список птиц Йемена

## Гусеобразные

### Утиные

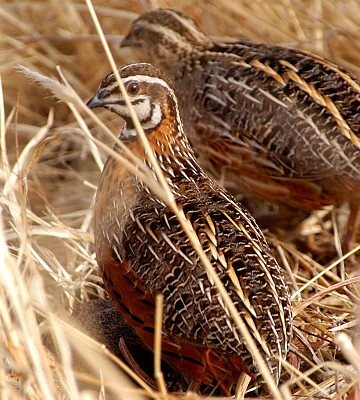
Coturnix delegorguei

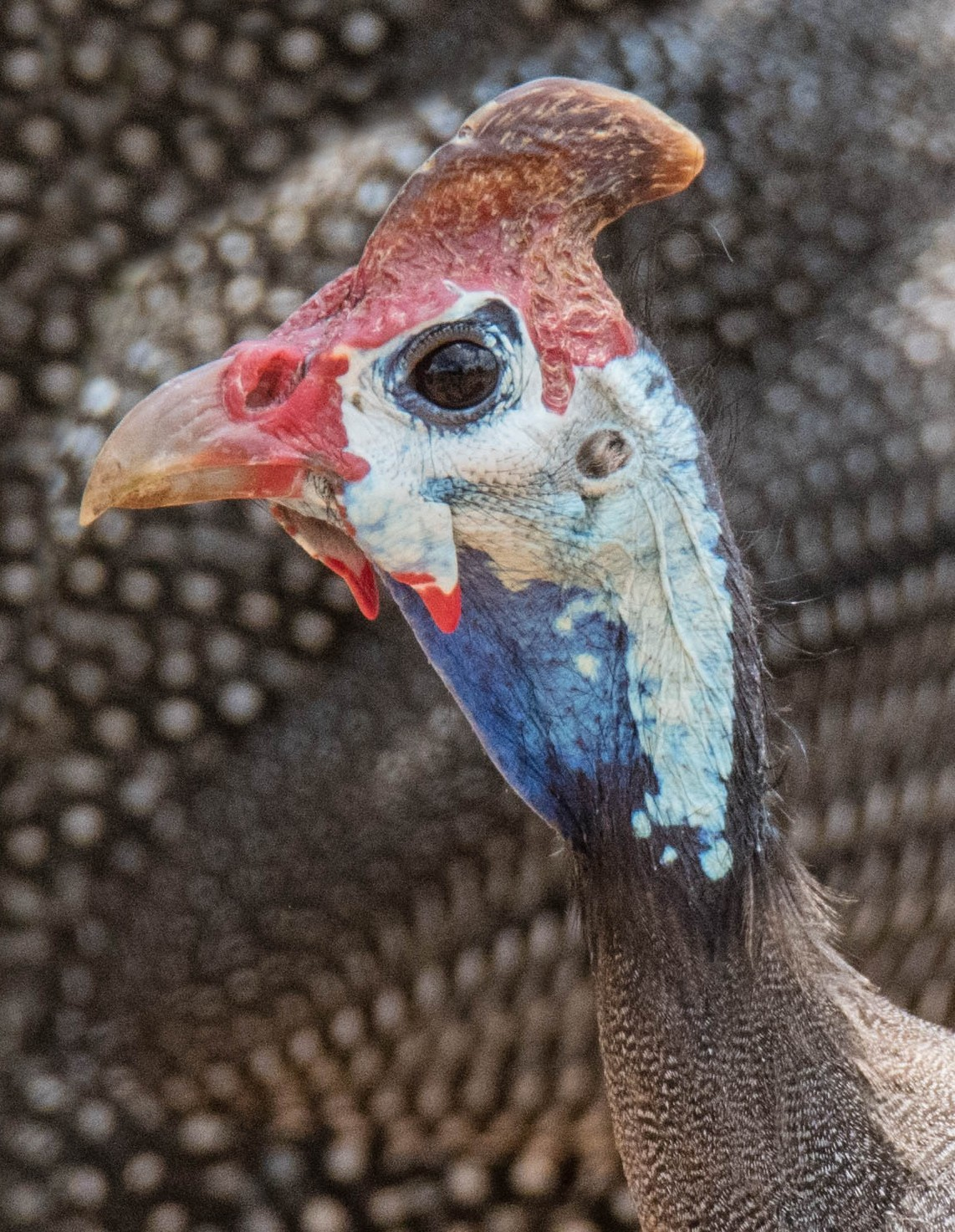
Numida meleagris

- Белоглазый нырок
- Гуменник
- Красноклювая шилохвость
- Нильский гусь
- Пеганка
- Свиязь
- Хлопковый блестящий чирок
- Чирок-свистунок
- Шилохвость
- Белолобый гусь
- Красноголовый нырок
- Кряква
- Огарь
- Рыжая древесная утка
- Серая утка
- Хохлатая чернеть
- Чирок-трескунок
- Широконоска

## Курообразные

### Цесарковые
- Обыкновенная цесарка

#### Фазановые
- Арабская пустынная куропатка
- Кеклик
- Перепел-арлекин
- Аравийский кеклик
- Перепел
- Черноголовый кеклик

## Буревестникообразные

### Австралийские качурки
- Белобрюхая качурка
- Качурка Вильсона
- Белолицая качурка
- Чернобрюхая качурка

#### Качурки
- Малая качурка
- Прямохвостая качурка

##### Буревестниковые
- Бледноногий буревестник
- Персидский буревестник
- Тринидадский тайфунник
- Клинохвостый буревестник
- Тайфунник Жуанэна
- Puffinus bailloni

## Поганкообразные

### Поганковые

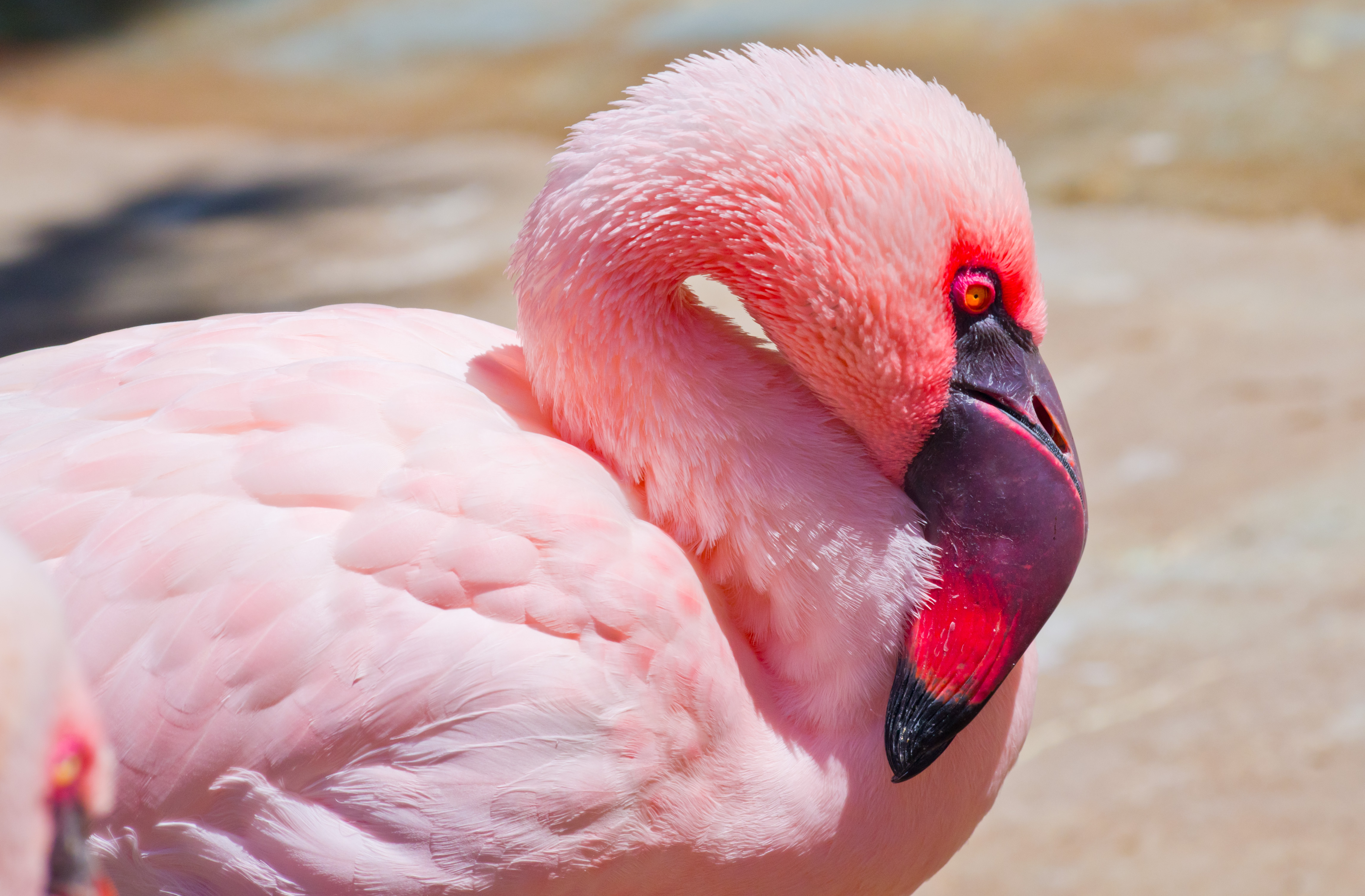
Phoeniconaias minor

- Малая поганка
- Черношейная поганка

## Фламиногообразные

### Фламинговые
- Малый фламинго
- Розовый фламинго

## Фаэтонообразные

### Фаэтоновые
- Белохвостый фаэтон
- Красноклювый фаэтон

## Аистообразные

### Аистовые

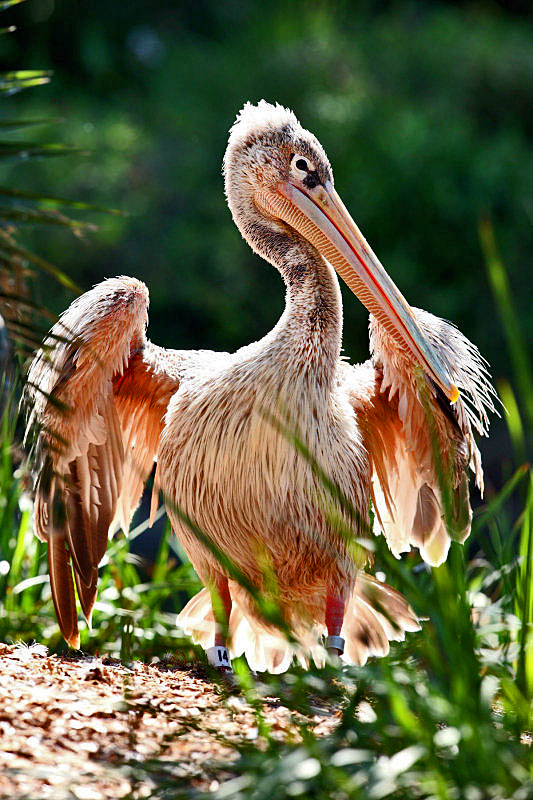
Pelecanus rufescens

- Белохвостый фаэтон
- Африканский марабу
- Белый аист
- Белобрюхий аист
- Чёрный аист

## Пеликанообразные

### Ибисовые
- Белая колпица
- Колпица
- Священный ибис
- Каравайка
- Лесной ибис

#### Цаплевые
- Береговая цапля
- Большая выпь
- Жёлтая цапля
- Индийская жёлтая цапля
- Кваква
- Мадагаскарская жёлтая цапля
- Малая выпь
- Серая цапля
- Черношейная цапля
- Большая белая цапля
- Египетская цапля
- Зелёная кваква
- Исполинская цапля
- Китайский волчок
- Малая белая цапля
- Рыжая цапля
- Средняя белая цапля
- Чёрная цапля

##### Молотоглавые
- Молотоглав

###### Пеликановые
- Розовоспинный пеликан
- Розовый пеликан

## Олушеобразные

### Фрегатовые
- Большой фрегат
- Фрегат-ариэль

#### Олушевые
- Бурая олуша
- Красноногая олуша
- Голуболицая олуша

##### Баклановые
- Phalacrocorax lucidus
- Камышовый баклан
- Большой баклан
- Персидский баклан

###### Змеешейковые
- Африканская змеешейка

## Ястребообразные

### Скопиные
- Скопа

#### Ястребиные
- Африканский дымчатый коршун
- Белоголовый сип
- Болотный лунь
- Бородач
- Дымчатый коршун
- Желтоклювый коршун
- Каменный орёл
- Кафрский орёл
- Луговой лунь
- Орёл-карлик
- Орёл-скоморох
- Певчий ястреб-габар
- Полевой лунь
- Степной лунь
- Стервятник
- Тёмный певчий ястреб
- Чёрный гриф
- Ястребиный орёл
- Африканский ушастый гриф
- Беркут
- Большой подорлик
- Бурый стервятник
- Европейский тювик
- Змееяд
- Канюк
- Курганник
- Малый подорлик
- Орёл-могильник
- Осоед
- Перепелятник
- Гриф Рюппеля
- Степной орёл
- Туркестанский тювик
- Хохлатый осоед
- Чёрный коршун
- Buteo socotraensis

## Дрофообразные

### Дрофиные
- Аравийская большая дрофа
- Джек

## Журавлеобразные

### Пастушковые
- Белогрудый погоныш
- Водяной пастушок
- Коростель
- Малый погоныш
- Погоныш-крошка
- Бронзовая султанка
- Камышница
- Лысуха
- Погоныш
- Рогатая камышница

#### Журавлиные
- Красавка
- Серый журавль

## Ржанкообразные

### Трёхперстки
- Африканская трёхпёрстка

#### Авдотковые
- Авдотка
- Капская авдотка

##### Кулик-сороки
- Кулик-сорока

###### Рачьи ржанки
- Рачья ржанка

###### Шилоклювковые
- Ходулочник
- Шилоклювка

###### Ржанковые
- Белохвостая пигалица
- Галстучник
- Каспийский зуёк
- Малый зуёк
- Морской зуёк
- Тулес
- Чибис
- Бурокрылая ржанка
- Золотистая ржанка
- Кречётка
- Монгольский зуёк
- Толстоклювый зуёк
- Хрустан
- Шпорцевый чибис